# Patente nautica italiana
La patente nautica italiana è un documento di riconoscimento che abilita il cittadino al comando di unità da diporto.
È rilasciata soltanto a chi abbia compiuto 18 anni, previo superamento di un esame presso gli uffici territoriali della motorizzazione civile, delle capitanerie di porto o degli uffici circondariali marittimi. Particolari categorie di appartenenti alle forze armate o di polizia possono ottenere il rilascio della patente nautica senza esami, a riconoscimento di brevetti militari e stati di servizio.

## Disciplina
La relativa disciplina in vigore è contenuta nell'art. 39 del d.lgs. 18 luglio 2005, n. 171 (Codice della nautica da diporto ed attuazione della direttiva 2003/44/CE, a norma dell'articolo 6 della legge 8 luglio 2003, n. 172), negli artt. dal 25 al 47 e allegati dal I al III del decreto 29 luglio 2008, n. 146 (Regolamento di attuazione dell'articolo 65 del decreto legislativo 18 luglio 2005, n. 171, recante il codice della nautica da diporto), e nell'art. 9, comma 5, artt. 15 e 16, e allegati D, E ed F del D.P.R. 9 ottobre 1997, n. 431 (abrogato) (Regolamento sulla disciplina delle patenti nautiche).
Il decreto del Ministero delle Infrastrutture e dei Trasporti 4 ottobre 2013, n. 366 (Nuove modalità di svolgimento e i programmi per gli esami delle patenti nautiche), che ha introdotto nuove modalità di svolgimento degli esami e riformato i relativi programmi, non è ancora entrato in vigore, in attesa di decreto attuativo.

### Categorie
Le patenti nautiche sono di tre categorie:
- Categoria A: comando di natanti e imbarcazioni da diporto
  - entro le 12 miglia dalla costa
  - senza alcun limite dalla costa
- Categoria B: comando di nave da diporto
- Categoria C: direzione nautica di natanti e imbarcazioni da diporto 
  - entro le 12 miglia dalla costa
  - senza alcun limite dalla costa

Le patenti nautiche di categoria A e C abilitano al comando di unità da diporto con propulsione a vela e a motore; su istanza del candidato possono essere limitate al comando di unità con propulsione solo a motore.

### Obbligo di possesso

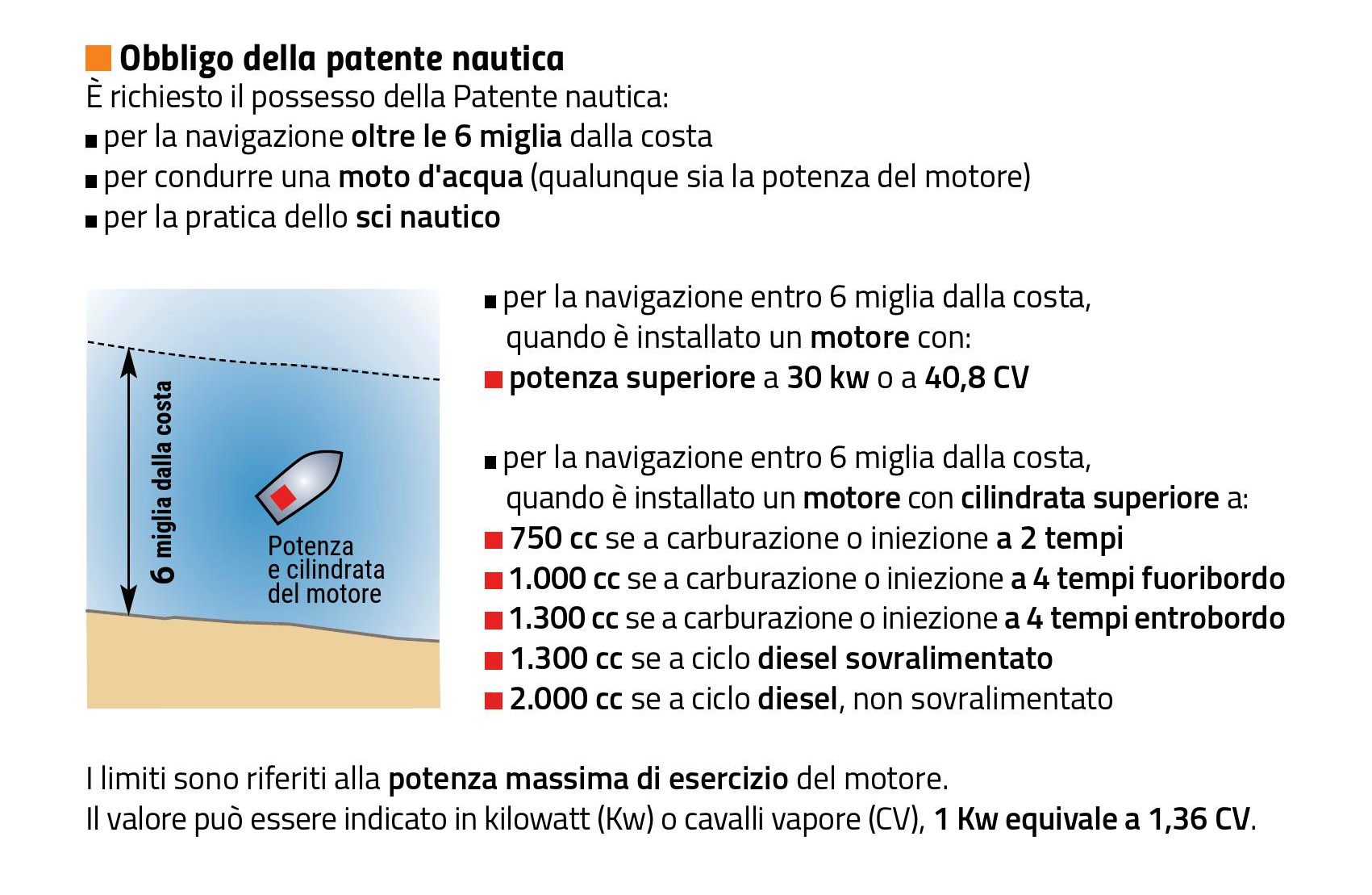
Obbligo patente nautica - Infografica

Il possesso della patente nautica è obbligatorio:
- per il comando di unità da diporto di lunghezza uguale o inferiore a 24 metri (natanti e imbarcazioni da diporto), qualora si navighi: 
  - oltre le 6 miglia dalla costa
  - su moto d'acqua
  - su unità da diporto con installato a bordo un motore di cilindrata superiore a 750 cm³, o a 1.000 cm³ se a carburazione a quattro tempi fuori bordo o se a iniezione diretta, o a 1.300 cm³ se a carburazione a quattro tempi entro bordo, o a 2.000 cm³ se a ciclo diesel
  - su unità da diporto con installato a bordo un motore di potenza superiore a 30 kW (40,8 CV), indipendentemente dalla cilindrata e dal tipo di alimentazione
- per la condotta di unità adibite alla pratica dello sci nautico

Senza patente nautica, purché nel rispetto dei predetti limiti, per comandare un'unità da diporto di lunghezza uguale o inferiore ai 24 metri, che navighi entro 6 miglia dalla costa, è richiesto il possesso dei seguenti requisiti:
- aver compiuto diciotto anni di età, per le imbarcazioni da diporto
- aver compiuto sedici anni di età, per i natanti da diporto
- aver compiuto quattordici anni di età, per i natanti da diporto a vela con superficie velica superiore a 4 m² e per le unità a remi che navigano oltre 1 miglio dalla costa

### Validità
La patente nautica ha una validità di 10 anni, limitata a 5 anni per i cittadini di età superiore ai 60 anni. Il rinnovo, su istanza del titolare, avviene presso il medesimo ufficio di rilascio previo superamento di visita medica specifica.

### Fonti normative
- Decreto legislativo 18 luglio 2005, n. 171, in materia di "Codice della nautica da diporto" (aggiornato).
- Decreto legislativo 29 luglio 2008, n. 146, in materia di "Regolamento di attuazione del codice della nautica da diporto" (aggiornato).
- Decreto del presidente della Repubblica 9 ottobre 1997, n. 431, in materia di "Regolamento sulla disciplina delle patenti nautiche" (aggiornato).
- Decreto ministeriale del 4 ottobre 2013, n. 366 Archiviato il 15 maggio 2021 in Internet Archive., in materia di "Programmi e modalità di svolgimento degli esami per il conseguimento delle patenti nautiche di categoria A, B e C".
- Decreto interministeriale del 2 agosto 2016, n. 182, in materia di "Regolamento di modifica ai requisiti visivi per il conseguimento o la convalida della patente nautica".

### Testi
- Tibiletti-Santelia, La patente nautica da diporto, Mursia, 2011. ISBN 9788842548584
- Casiraghi Stefano e Casiraghi Giacomo, Manuale di teoria per la patente nautica entro 12 Miglia, Peluso, 2016
- Pollastri Stefano, "Patente Nautica entro le 12 miglia: Testo tecnico - didattico", I.P., 2018, ISBN 9781706427926